# جيف ديفيس (لاعب كرة قدم أمريكية)
جيف ديفيس (بالإنجليزية: Jeff Davis)‏ هو لاعب كرة قدم أمريكية أمريكي، ولد في 26 يناير 1960 في غرينزبورو في الولايات المتحدة.

## وصلات خارجية
- جيف ديفيس على موقع مرجع كرة القدم المحترفة.كوم (الإنجليزية)
- جيف ديفيس على موقع قاعة كارولاينا الشمالية للمشاهير الرياضية (الإنجليزية)